# Lissogenius kamerunus
Lissogenius kamerunus är en skalbaggsart som beskrevs av Moser 1911. Lissogenius kamerunus ingår i släktet Lissogenius och familjen Cetoniidae. Inga underarter finns listade i Catalogue of Life.